# 不思議の国のアリスの挿絵

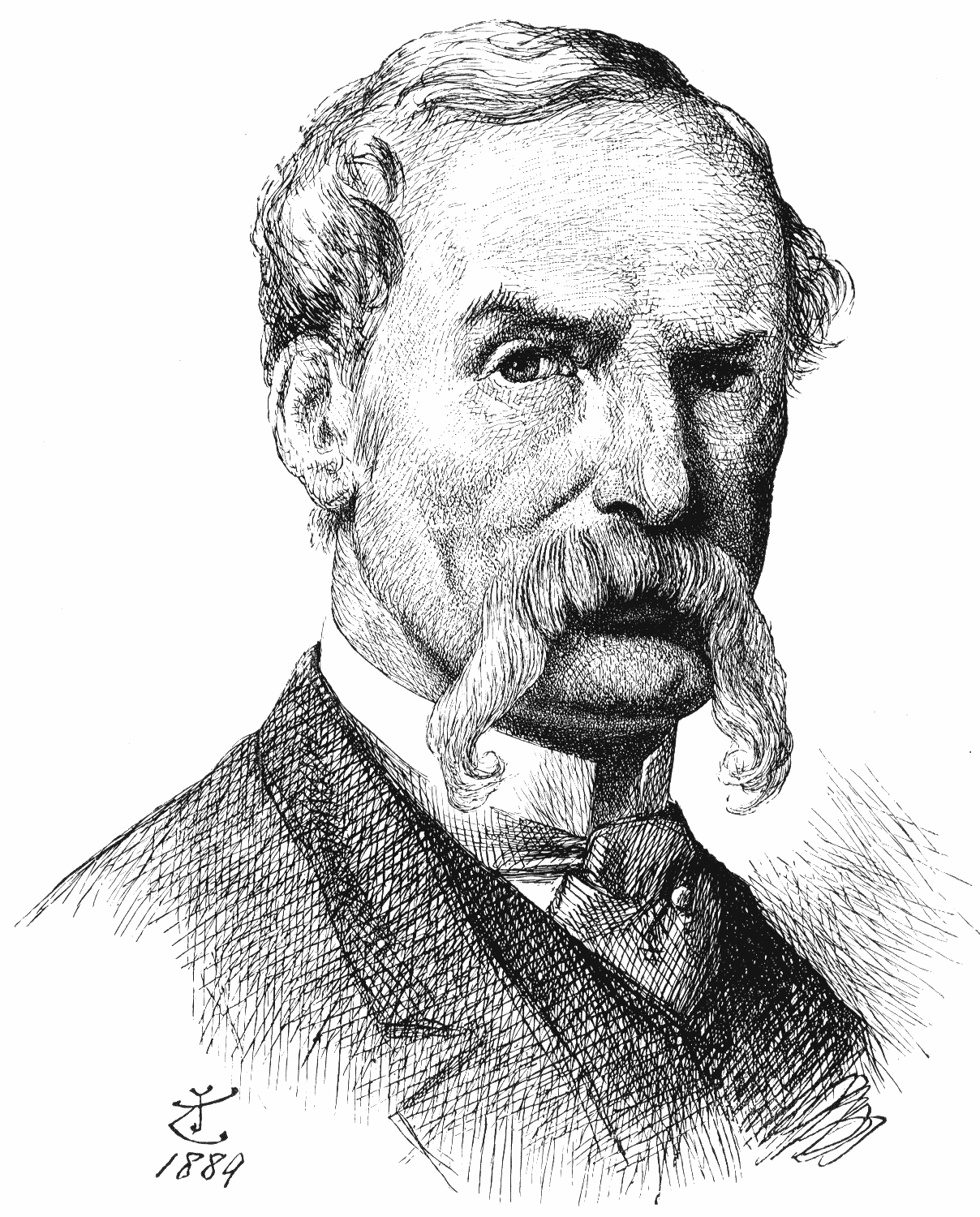
アリスの物語に挿絵をつけたジョン・テニエル（自画像）

ルイス・キャロルの『不思議の国のアリス』（1865年）とその続編『鏡の国のアリス』（1871年）は、いずれもジョン・テニエルの挿絵をつけて刊行された。『不思議の国のアリス』の刊行当時、キャロルが作家として無名に等しかったのに対し、テニエルは風刺漫画誌『パンチ』のトップ・イラストレーターであり、『アリス』の普及の少なくともその初期にあってはテニエルの知名度が大きく貢献したと考えられる。アリスの物語が刊行された1860年代は、イギリスでは書籍・雑誌の挿絵の黄金時代にあたり、二つのアリスの本は当時とりたてて重要視されたわけではなかったが、今日では19世紀以来受け継がれてきた挿絵本のなかでもっとも人気のある作品となっている。
アリスの物語は旧弊な教訓話から児童文学を解放したこととともに、児童書における物語と絵との調和の重要性をはっきりと示した作品としても評価されている。それは挿絵に対してつよいこだわりを持っていたキャロルと、自身の仕事に対してはっきりとした矜持を持っていたテニエルとの共同作業の結果であった。テニエルの挿絵はアリスの物語のイメージ形成に欠かせないものとみなされ、今日においてもよく親しまれているが、それにもかかわらず後世の多くの挿絵画家がこの物語の挿絵に挑戦しつづけている。

## キャロルの挿絵

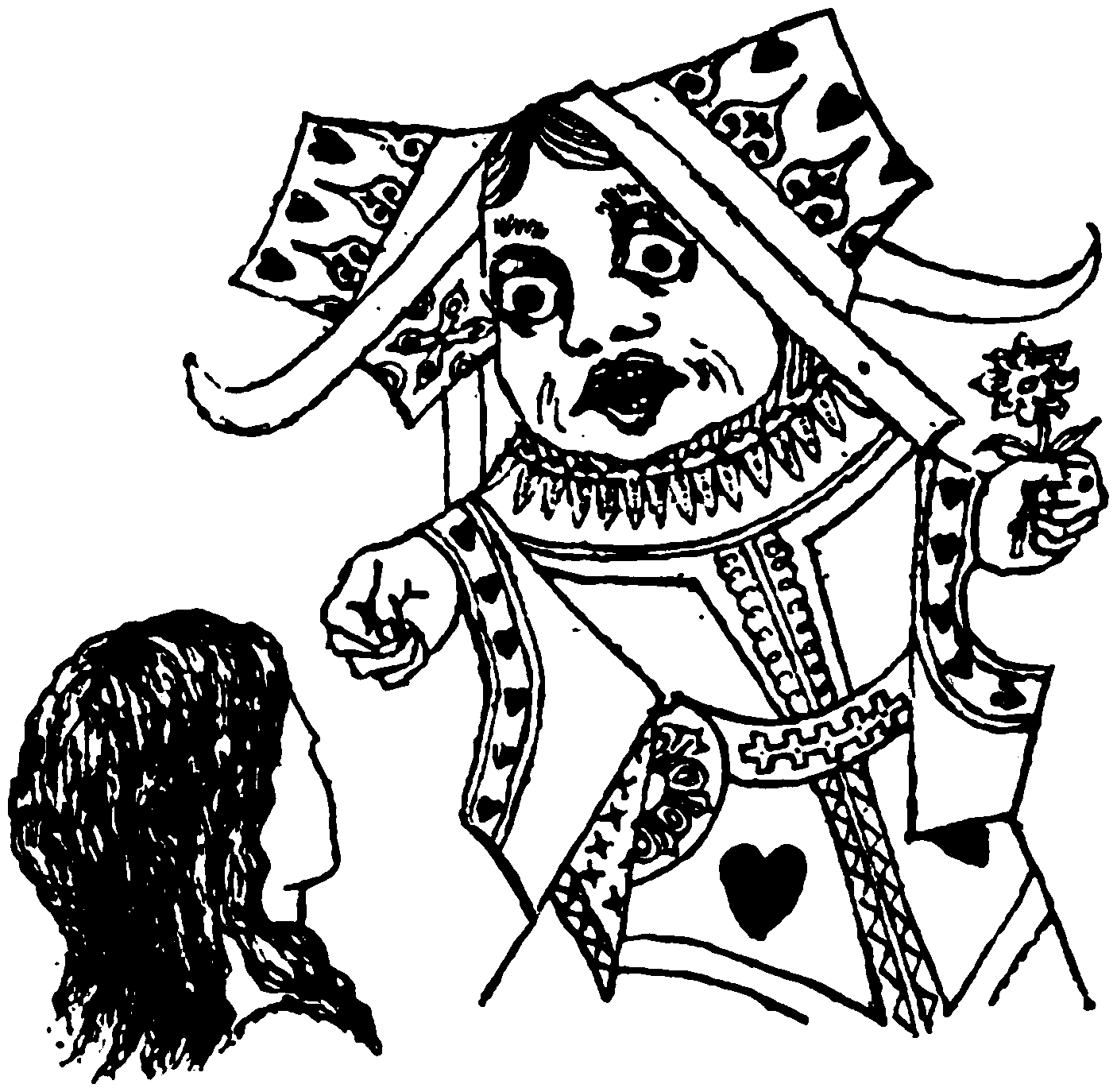
『地下の国のアリス』

アリスの物語に最初に挿絵をつけたのはルイス・キャロル自身であった。1864年にアリス・リデルにプレゼントした手書き本『地下の国のアリス』に、キャロルは37点の自筆による挿絵をつけている。キャロルは家庭内回覧雑誌などで絵を描いた経験はあったものの、このときの挿絵の作業にはかなり苦痛を覚え、同時に自身の画力に限界を感じたらしく、アリスの物語を『不思議の国のアリス』として正式に出版する際にはプロの画家への依頼を決めることになる。

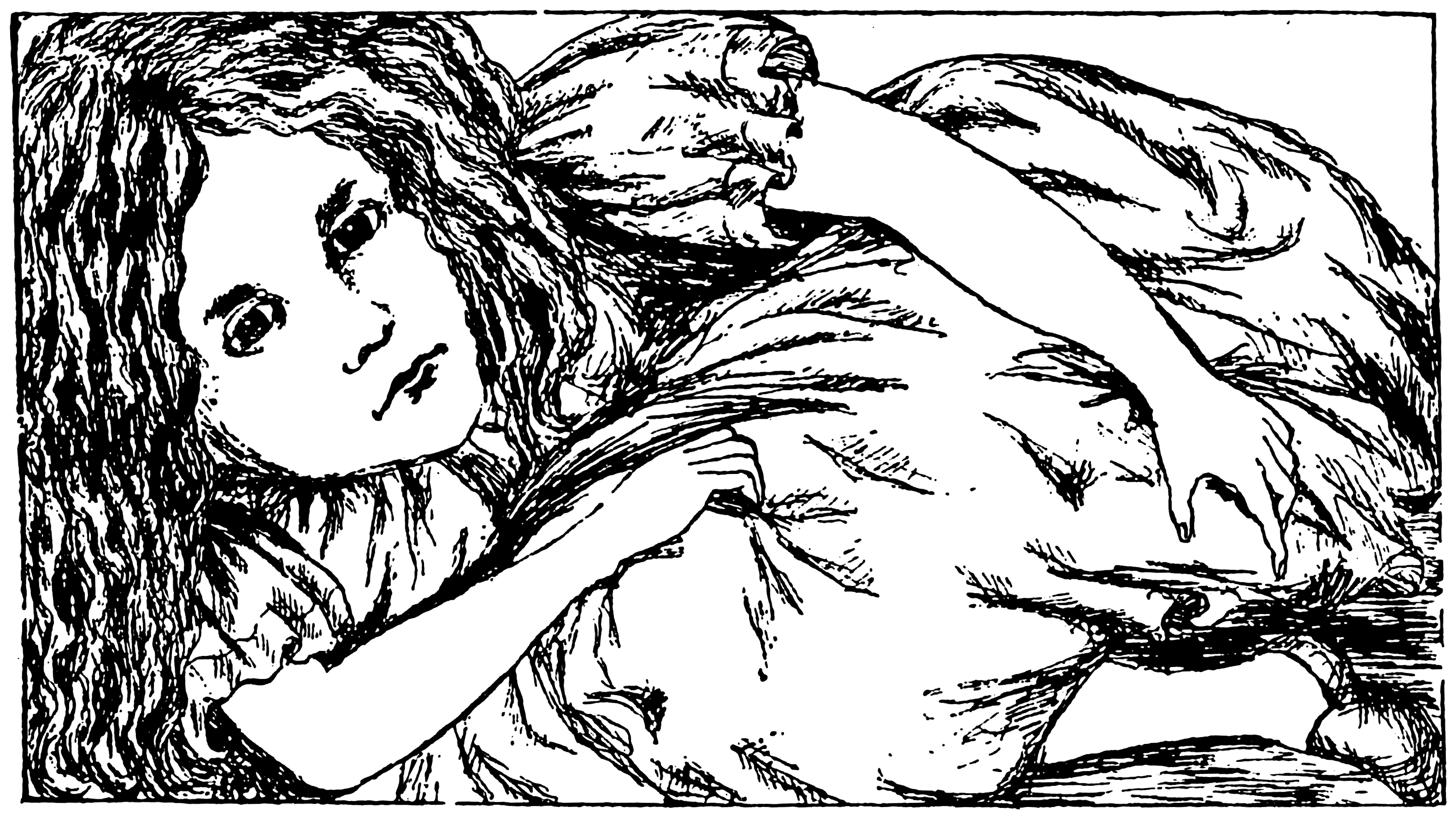
アリスが部屋に閉じ込められる場面

キャロルの挿絵は、白ウサギがネズミにしか見えなかったり、人体のバランスがおかしかったり、立体感がなかったりと、テニエルのそれと比べればむろん稚拙なものではあったが、その素朴なタッチが洗練された効果を挙げている場面もあり、素人らしい絵が非現実的な世界の視覚化にかえってうまく働いているとの評価もある。例えばアリスが巨大化して部屋に閉じ込められる場面は、キャロルの挿絵では絵のフレームそのものを部屋の壁のように利用して描かれており、育ちすぎた胎児が抱くであろうような恐怖感を喚起させるという点においては、テニエルの同じ場面の絵よりも優れているとも言われている。
キャロルの伝記作者ファルコナー・マダンの意見によって、従来キャロルによるこれらの挿絵はテニエルの挿絵にさほど影響を与えていないというのが通説となっていた。しかし『アリスとテニエル』（原著1990年）の著者マイケル・ハンチャーは、両者の挿絵の著しい類似を検証し、キャロルがテニエルに細かい指示を出していたことを差し引いても、テニエルがキャロルの挿絵を参考にしていたことは間違いないとしている。またテニエルが『地下の国のアリス』の挿絵をもとにして挿絵を描いていたという、アリス・リデルによる証言もある。

## テニエルの挿絵

### キャロルとテニエルとのやりとり

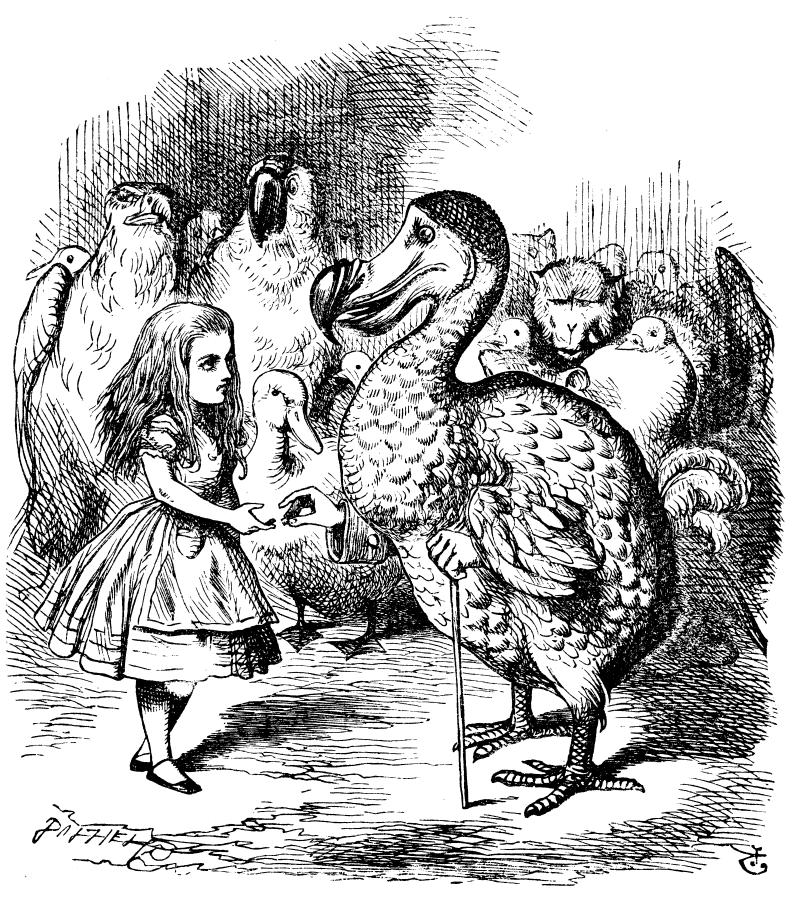
テニエルによる『不思議の国のアリス』の挿絵

『不思議の国のアリス』の出版にあたり、キャロルは『パンチ』の看板画家ジョン・テニエルにその挿絵を依頼した。テニエルを紹介したのは同誌の編集者トム・テイラーであったが、テニエルに依頼するよう勧めたのはキャロルの友人ロビンソン・ダックワースであったらしい。挿絵の依頼料を含め出版費用をすべて自費でまかなっていたキャロルは、挿絵を自分のイメージに限りなく近いものにするために細かな指示を行いテニエルを閉口させた。彼らの間のやりとりを示す書簡は残っていないが、大まかな経緯はキャロルの日記から知ることができる。日記の記述によると、キャロルは『不思議の国のアリス』の、挿絵をつけたい部分のゲラ刷りができるといち早くテニエルのもとに送っていた（つまりテニエルは手書き本『地下の国のアリス』ではなく、はじめから『不思議の国のアリス』のテキストを参照していたらしい）。また本の版形が途中段階で変更になった際には、キャロルはテニエルを訪問して変更の了解を得ており、キャロルがテニエルに対して一方的に指示を与えるだけでなく、その仕事を尊敬し進んで忠告を受けようとしていたことがわかる。しかしテニエルは引き受けた仕事をなかなか始めようとしなかった。挿絵の遅延が原因で、もともと1864年のクリスマスでの出版をもくろんでいた『不思議の国のアリス』が、実際に印刷に回されるのは翌年の7月のことになった。さらにこのときの印刷状態の悪さをテニエルが気にしたために、この最初に印刷された版は発行停止・回収することになり、これによって『アリス』の出版はさらに5ヶ月遅延した。
6年後に出版された続編『鏡の国のアリス』においても、キャロルははじめからテニエルに挿絵を依頼したが、テニエルは当初多忙を理由に断り、リチャード・ドイルやジョゼフ・ノエル・ペイトンなど他の画家をキャロルに紹介している。しかし前者は最近の絵がキャロルの気に入らなかったためにキャロルから見限り、後者は病気で仕事ができない状態で、手詰まりになったキャロルは最終的に、テニエルに仕事を依頼している出版社への違約金を向こう5ヶ月分払うという条件で（さらに「暇をみつけては」というテニエルからの条件もつけて）、テニエルに挿絵を引き受けてもらうことになった（このようにしぶしぶながらに引き受けられた『鏡の国のアリス』の挿絵の仕事は、皮肉なことに今日ではテニエルの最高傑作として認識されている）。『鏡の国』は前著よりも二人のやりとりの内容がはっきりとわかっており、例えばキャロルは、女王となったアリスのスカートにクリノリンが使われていることに強く抗議し、すでに出来上がっていたいくつかの版を没にし描き直させている。もっとも白の騎士（これはキャロル自身をなかばモデルにしたキャラクターであった）を老人として描かないでくれという頼みのほうは聞き入れられず、結局白髪の老人の姿のままで出版されることになった。

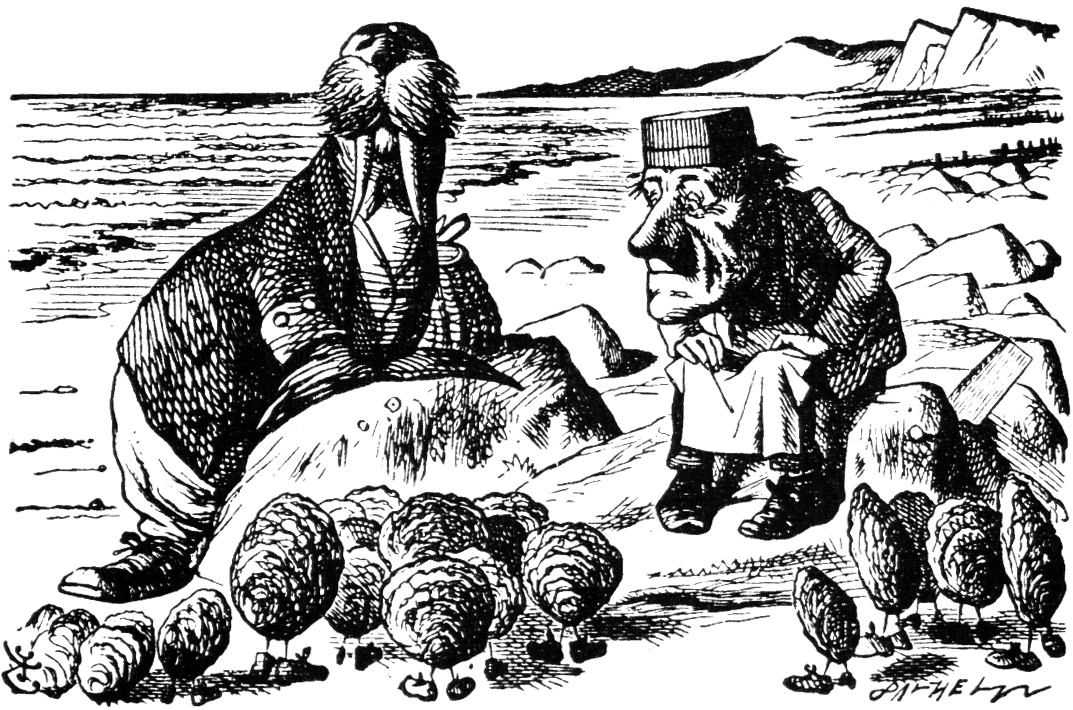
「セイウチと大工」（『鏡の国のアリス』より）

またテニエルもキャロルの指示ばかり受けていたわけではなく、逆に本文に文句をつけていくつかの文章を変更させている。例えば「セイウチと大工」の歌の部分では、テニエルはセイウチと大工という組み合わせがおかしいとして抗議していた。この組み合わせ自体は最終的にこのままとなったが、テニエルはこの歌の一節でもともと「手に手をとって歩いておった」という部分を「肩を並べて歩いておった」に変更させている（テニエルの絵ではセイウチに手があるようには見えなかったためか）。さらに重要なのは、テニエルがもともと『鏡の国のアリス』にあった「カツラを被ったスズメバチ」というものに関する一挿話をまるまる削除させていることである。そんなものをどう描けばいいのか見当がつかない、というのがその理由であったが、また挿話としてもおもしろいとは思えないと言い添えており、キャロルもこの忠告を受け入れて削除に応じたらしい。この挿話を書いたゲラ刷りは1977年になって発見されたが、たしかにこの挿話は精彩を欠いており、テニエルの批評眼とキャロルの判断が正しかったことが確認できる。
しかしこの2冊の本でのキャロルとの共同作業は、テニエルをすっかり疲弊させてしまった。後年、キャロルがあらたな著作（どれかはわかっていない）の挿絵をテニエルに依頼したとき、テニエルは「奇妙なことに、『鏡の国のアリス』の仕事を仕上げて以来、私から本の挿絵を描く能力がなくなってしまったようです」と述べて依頼を断っている。実際、それまで多くの挿絵本を手がけていたテニエルは、『鏡の国のアリス』を仕上げた1871年以降、その種の仕事にほとんど手をつけていない。

### 製版までの工程
テニエルによる『アリス』の挿絵は、いずれも木口木版（こぐちもくはん）によって作られた木版画である。木材を輪切りにした断面に彫りつけるこの方法は、木材を縦に挽き割った断面を用いる板目木版（いためもくはん、浮世絵などはこちらを使用する）よりも緻密な描写が可能であり、銅版画のように原版の扱いが難しくないうえ、エレクトロタイプによって容易に原版を複製することもできたので、当時のイギリスの挿絵のほとんどはこの方法で刷られていた。このような木版では、ふつう挿絵画家は描きたい絵を原版に左右逆にして直接描き付け（コントラストを強めるために、版には「のろ」と呼ばれる、石灰水とでんぷん・糊を混ぜた液体が塗られた）、それを専門の彫版師が、何も描かれていない部分を削って線を浮き立たせるようにして彫ることによって凸版を作った。不規則な描線やクロスハッチ(ハッチング、斜線を複数方向にいくつも重ねて陰影をつける方法）をも再現しなければならないため、彫版師には何時間にもおよぶ緻密な手作業が要求されたが、『アリス』の挿絵がこのような職人作業のうえで成り立っていることに思いを馳せるものは当時も今日もほとんどいない。

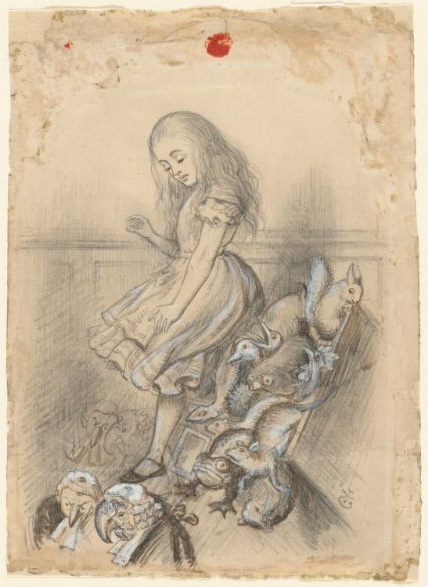
テニエルによる『不思議の国のアリス』の下絵

テニエルの場合は、最初から原版に描くのではなく、まず普通の紙にスケッチしておいて、トレーシングペーパーを用いて原版に左右逆に輪郭を転写し、その上で硬い鉛筆を使って細かい書き込みを行うのが常であった。『アリス』の挿絵でも同じ方法を取ったと考えられる。『アリス』の挿絵の原版作成に用いられたと見られる、ブリストル紙に描かれたテニエルの下絵では、なぜか細かい点まで克明に仕上げた線描画となっているが、おそらく仕上げ作業に入る前にキャロルに確認を取るためだったか、あるいはすでに原版に描き込んだ絵の補足をするために彫版師に送ったものであろう。いずれにしろこれをもとにして彫版師が仕事をしたのだとすれば、彫版師は非常に忠実にテニエルの線描を再現していることになる。
テニエルによる二つのアリス物語の挿絵の彫りを担当したのは、当時この分野でもっとも名高かったダルジール兄弟であった。彼らはジョージとエドワードの兄弟で、さらに二人の弟と妹、それに何人かの職人たちの協力のもとで彫版工房を経営しており、時には挿絵本のプロデュースや印刷を手がけることもあった。兄弟はのちに、両『アリス』の挿絵について、キャロルがテニエルの線描画にも木版画にも繰り返しクレームを入れたと回想しているが、最終的にはキャロルの側に後にひくような不満は残らなかったようである。
キャロルは製版・印刷に細かく注文をつけるにあたり、挿絵と本文との対応関係にも非常に注意深く気を配った。キャロルが監督した初期の『不思議の国のアリス』『鏡の国のアリス』の版では、本文で言及されたものの絵が必ずそのすぐ横にくるように配置されており、また叙述の瞬間と挿絵の瞬間がどこでもほぼ一致するように配慮され、いくつかのページではちょうど本文が挿絵のキャプションとしても機能するようになっている。しかし普及版をはじめとする後年の版では、こうしたもとの配慮が失われて挿絵のインパクトが減じられているものが少なくない。

### テニエルの画風とアリス像
『アリス』の挿絵を描くにあたってテニエルがとった戦略は、アリスとその世界を『パンチ』の風刺画の中に置いてみるということであった。テニエルや彼の同僚が『パンチ』で描いていた（擬人化された動物がしばしば登場する）風刺画は、それらを見慣れていた当時の中流階級の人々にとって『アリス』の一種の予告編となり、その世界に親近感を抱かせたと考えられる。また修行時代の一時期を除いてモデルを使用しなかったテニエルの『アリス』は、結果として『パンチ』で確立されたイメージ群の更新にほかならないものであった。テニエルの挿絵が作り出したイメージは今日アリスの世界と切り離せないほど親しまれており、後世の挿絵画家が新たにつけた挿絵でもテニエルのイメージを完全に払拭しているものは少ない。ただしテニエルの挿絵についても、線が硬い、絵に冷たさがある、アリスの表情が紋切型であるというふうに批判がないわけではない。

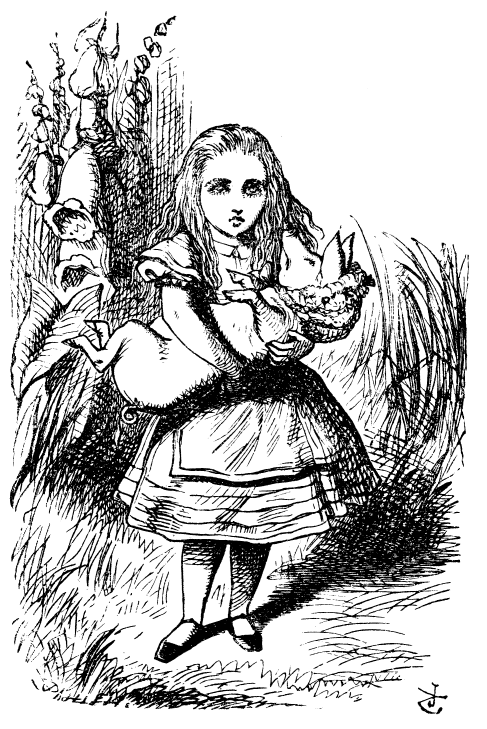
テニエルが描いたブロンドのアリス（『不思議の国のアリス』）

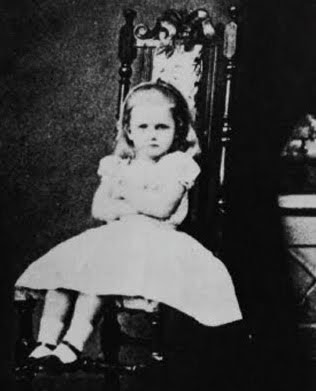
似ているとされるメアリー・ヒルトン・パドコック

現在アリスのイメージとしてもっとも親しまれている、テニエルが描いたブロンド・長髪で額を出したアリスは、黒髪でおかっぱ頭であった実在のアリス・リデルとはまったく異なる姿で描かれている。これについてはキャロルの推薦でメアリー・ヒルトン・パドコックという少女の写真をモデルにしたという説がしばしば唱えられてきた。これはもともと成人したパドコックとその夫がキャロルの伝記作者に提供した情報であったが、しかしキャロルがパドコックの写真を購入したとされる1865年1月には、すでにテニエルは12点の『アリス』の挿絵を仕上げている。当のパドコックの写真も、ブロンドの長髪という点以外にはテニエルのアリスに似ているところはない。またパドコック説に対抗して、テニエルは『パンチ』の初代編集長マーク・レイモンの娘をモデルにしたのだという主張が、その娘（レイモンの孫娘）によってなされたことがある。しかしいずれも第三者の証言や資料はなく、またそもそもキャロルの書簡のなかに、テニエルがモデルを使わないことを嘆いているくだりがあるため、どちらの説もあまり信憑性はないと考えられる。
マイケル・ハンチャーは、テニエルの挿絵に原型があるとすれば、それはキャロルが手書き本に描いたアリスだろうとしている。キャロルが描いたアリスはラファエル前派特有の女性美を強く表しており、その豊かな髪のラファエル前派風のウェーブは、かなりやわらげられてはいるもののテニエルのアリスにも受け継がれている。アリスのほとんど不機嫌といってもいい落ち着いた表情も、キャロルから受け継がれたラファエル前派の特徴であると考えられる。また海野弘は、キャロルのラファエル前派的な少女趣味と、ラファエル前派よりも旧世代に属するテニエルのスタイルとのずれが、かえってテニエルの挿絵を成功に導いたと分析している。

## テニエル以後

### 第二次大戦期まで

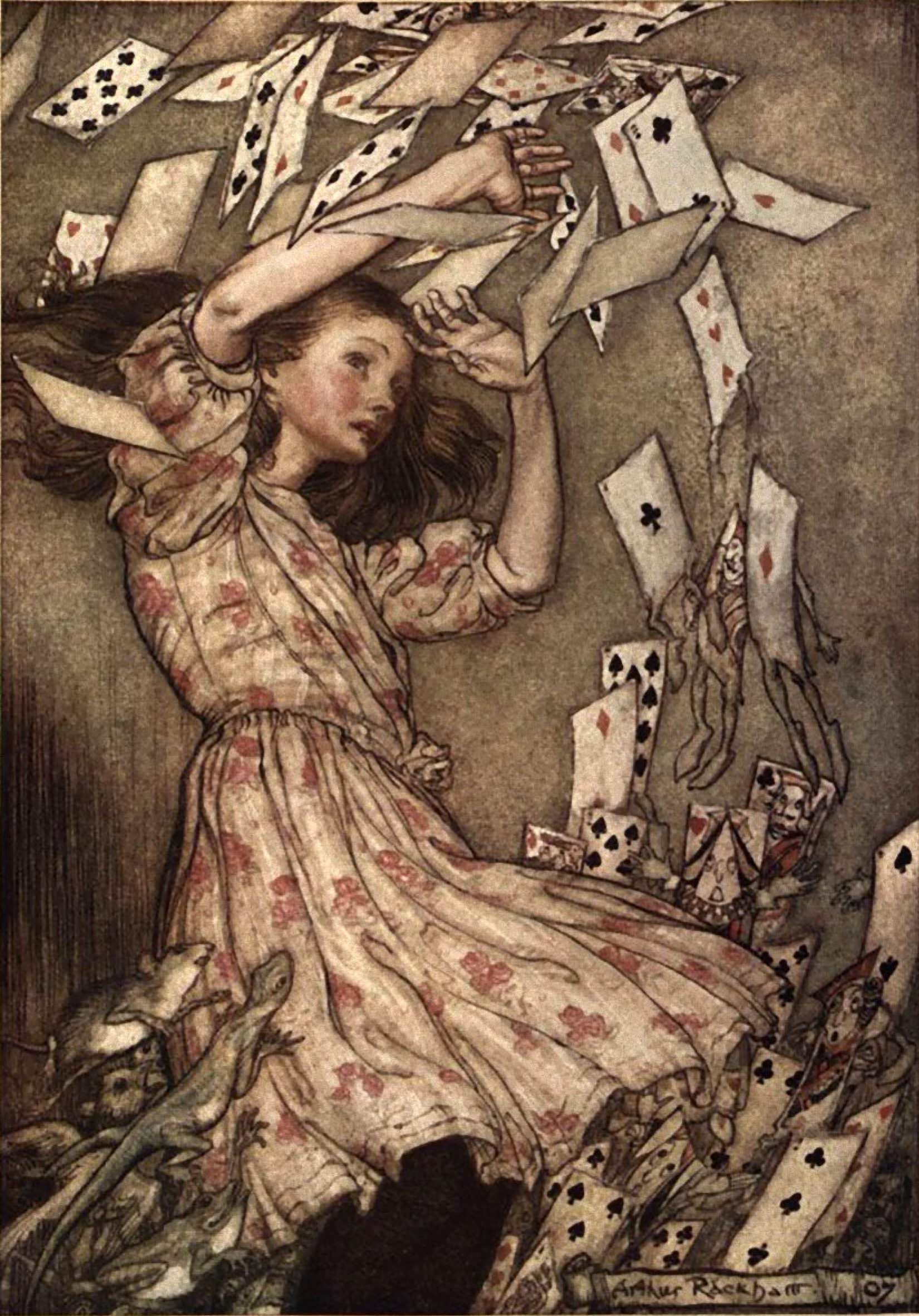
アーサー・ラッカム（1907年）

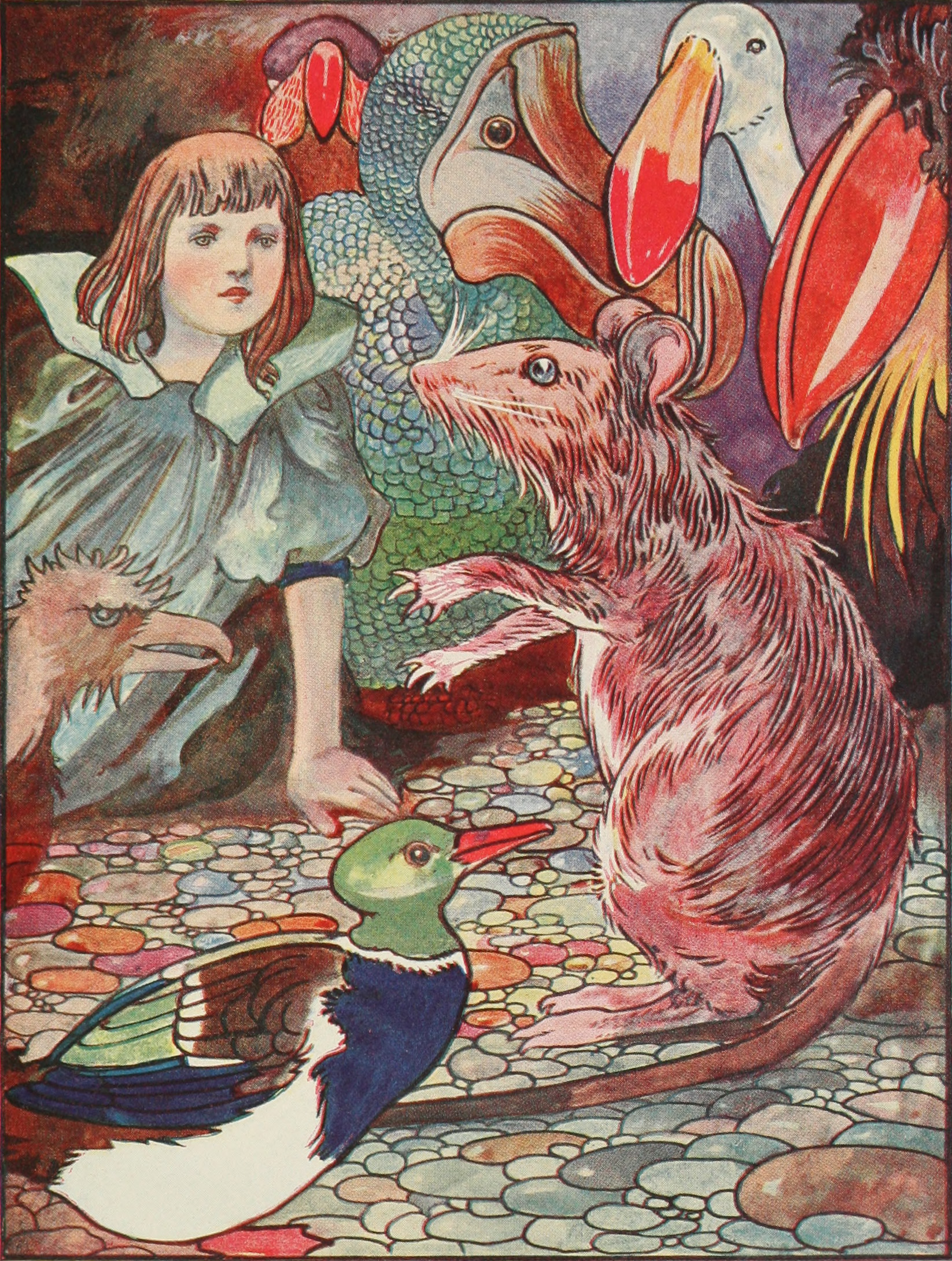
チャールズ・ロビンソン（1907年）

当時の著作権法の規定によって、イギリスでは1907年まで『不思議の国のアリス』の著作権が存在したが、しかしアメリカでは自由にイギリスの本を出版することができた。このためテニエル以外の挿絵による『アリス』はイギリスより前にアメリカ合衆国で出版されており、1907年までに少なくとも4人の挿絵画家が『アリス』に挿絵をつけている。そのうちの一人ペーター・ニューエル（1901年刊）は、テニエルとは違いキャラクターを写実的で表情豊かに描いており、近年になって再評価をうけている。またブランチ・マクマナスによるもの（1896年）は1907年にイギリスでも出版された。
1907年に作品の著作権が切れると、イギリスの出版社はいっせいに新しい挿絵による『不思議の国のアリス』を出版した。1907年には8種、翌8年には7種の新たな挿絵本が出され、以後ほぼ毎年途切れることなく新しい挿絵による『アリス』が出版されている。1907年に出たものでは、特にアーサー・ラッカムのものとチャールズ・ロビンソンのものが傑出している。挿絵画家は著者と召使ではなくパートナーであるべきだと主張したラッカムは、茶色と灰色を基調とした水彩画とペン画でまったく独自の『アリス』を描いた。ラッカムによる挿絵はデッサンや画面構成などもテニエルに比してすぐれており、アリスの肢体もずっとしなやかに描かれ、現在でもテニエルの挿絵に次いで人気が高い。しかし出版当時はそれまでの作品のイメージを損なったという悪評にさらされ、そのためにラッカムは続編『鏡の国のアリス』への挿絵の仕事を頑として受けなかった。
チャールズ・ロビンソンは、ペン画と水彩画ですべてのページに挿絵をつけた。ロビンソンはテニエルが描いたものではなく、実在のアリス・リデルの姿をモデルにしておかっぱ頭のアリスを描いた最初の画家であり、以後『アリス』の挿絵は、テニエルの描いた金髪のアリスと並んでアリス・リデル風のアリスもしばしば描かれている。なおチャールズの実兄トマス・ヒース・ロビンソンも1908年にアリスの挿絵本を出しており、こちらはオーブリー・ビアズリーの影響を受けつつ、子供向けに白を基調としたモノクロ画となっている。
1907年にはまた、当時の理想の子供像を反映したものかブロンドの少女人形のようにアリスを描いたベッシー・ガットマンによる挿絵本がアメリカ合衆国で出版されている。1910年にはのちにグリーティングカードの絵でも有名になるメイベル・アトウェルが、独特の丸っこいえくぼ顔のキャラクターで挿絵を描いた。そのほか当時アメリカ合衆国でボビィソクサーと呼ばれた、ボビィソックスをはいて芸能人の追っかけをする10代少女の流行を反映させたウィリー・ポガニー（1929年刊）など、作家の個性や流行、時代背景などによって様々な種類の挿絵本が、しばしば続編の『鏡の国のアリス』と併せて作られていった。1930年にはマリー・ローランサンによる挿絵本も出ている。これは淡い色彩を使ったリトグラフによるもので、物語の挿絵というよりはアリスのイメージ画に近いものである。
1899年（明治32年）に初めて『アリス』が翻訳された日本では、欧米のイラストレーションを学んだ岡本帰一、清水良雄などによる挿絵本が大正時代に現われている。

### 戦後
第二次大戦後は児童書の出版がより盛んになり、新しい『アリス』の挿絵本も次々と出版された。先陣を切った画家のひとりで自身も作家・詩人であったマービン・ピークは、墨汁を使った密度の高いモノクロ画によって、友人グレアム・グリーンからテニエル以来のアリスの挿絵画家として賞賛された。戦前の『アリス』の挿絵が、総じてアリスを可愛らしい少女のイメージで捉えつつも、絵の構図や他のキャラクターの捉え方という点においてテニエルのそれを踏襲していたのに対し、ピーク以降は画家が自らのイメージするアリスとその世界を強く押し出す傾向が現われ始める。また1951年にはディズニーによるアニメ映画『ふしぎの国のアリス』が公開されたが、この動画を利用した絵本が刊行されると、色合いのけばけばしさや画面の不統一性が原作の芸術性を損なっているとして批判を受けた。
1966年にはトーベ・ヤンソンが、自身の代表作『ムーミン』を思わせる世界観で『アリス』の挿絵を描いている。1967年には、ドイツ表現主義の画家ゲオルグ・クロスやアメリカの風刺漫画家ソール・スタインバーグの影響を受けたラルフ・ステッドマンによる風刺性の強い挿絵本が出され、この本はテニエルのイメージを初めて完全に打ち砕いたとしてフランシス・ウィリアム・イラストレーション賞を受賞した。1969年にはシュルレアリストのサルバドール・ダリが、1970年にはマックス・エルンストが、それぞれリトグラフによる挿絵を制作している。以降も、単色木口木版によって、アリス自身の姿はほとんど描かずにアリスの視点から悪夢的な世界を描き出し、1982年にアメリカン・ブック・アワードを受賞したバリー・モーザー、短髪のアリスを色彩豊かな画面で描いて1983年にブラスチラバの国際的絵本賞BIBのグランプリを受賞したドゥシャン・カーライ、繊細な筆使いで幻想的な世界を再現し1984年にボローニャ国際児童図書展でグラフィック賞を受賞したマルケータ・ブラチャティカ、アニメーションのこま絵のように連続する絵でアリスや登場人物の変身・変化を表現したアンソニー・ブラウン（1988年）、落ち着いた色彩で不条理な世界を再現したリスベート・ツヴェルガー（1999年）など、テニエルや既存の挿絵のイメージを更新する様々な挿絵が描かれている。2006年には、アリスを題材として人形アニメーション作品『アリス』（1988年）を制作したヤン・シュヴァンクマイエルによる、イラストや写真のコラージュで独特の不気味な世界を表現した挿絵本が刊行された。
日本においても、簡略化した線を用いた和田誠、童画風の中島潔、淡彩によるエロティックなアリスを描いた宇野亜喜良、おかっぱのアリスを細密画風に描いた作場知生、石版画を使用して色彩豊かな挿絵を描いた金子國義、銅版画による柔らかな画面を挿絵に用いた山本容子、彩色や主線の滲みのテクニックを駆使した矢車涼、マンガ的な美少女キャラクターとしてアリスを描いたokamaなど、現在までに出版社や訳者ごとに多種多様な挿絵本の試みがある。

## ギャラリー

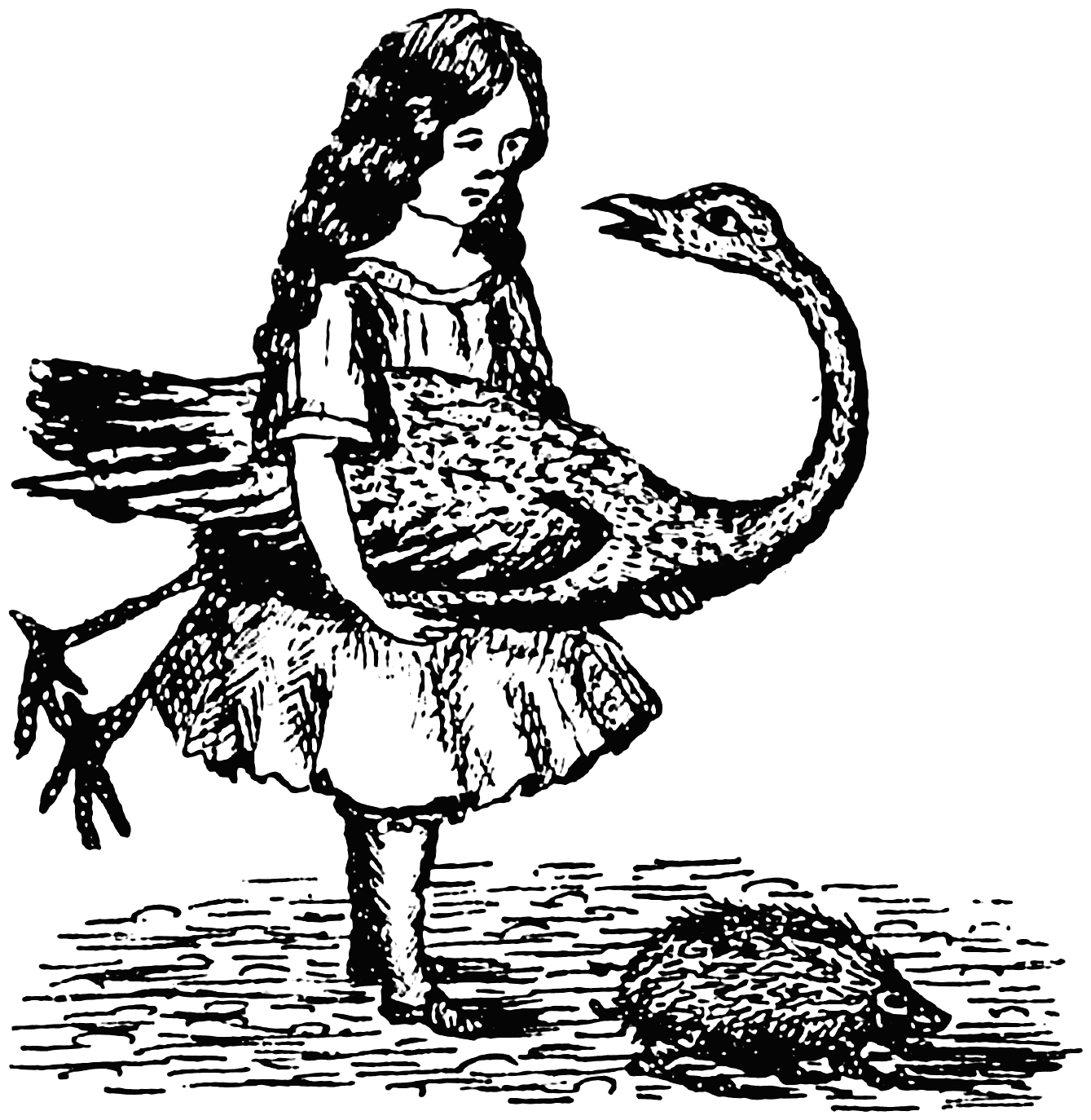
ルイス・キャロル（1864年）
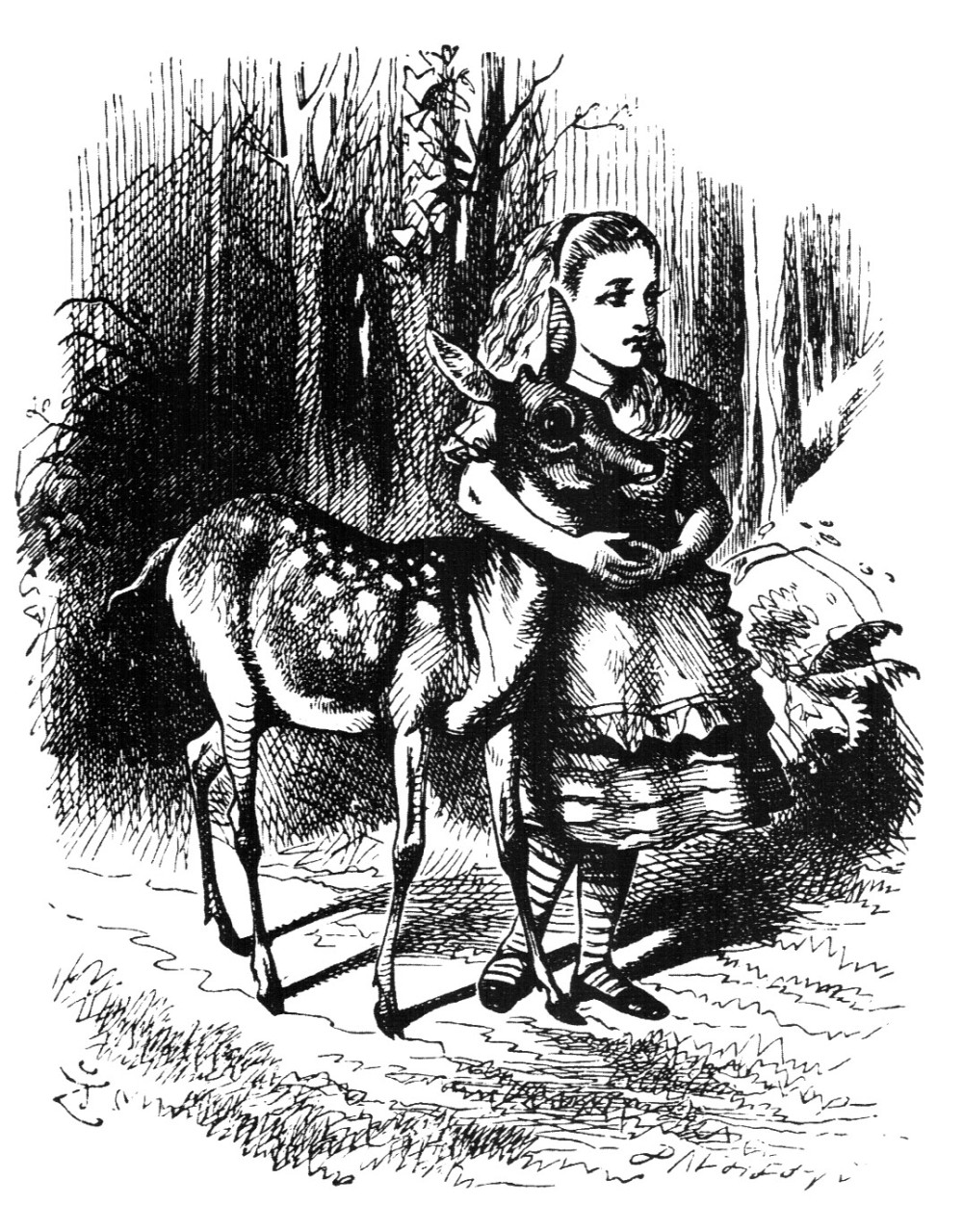
ジョン・テニエル（1871年）[疑問点 – ノート]
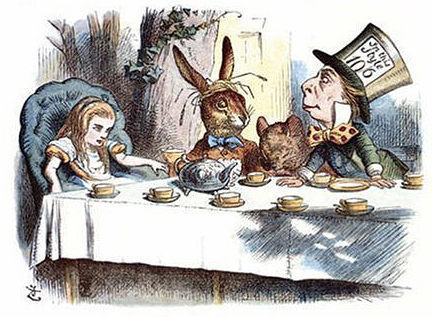
テニエルの彩色版（1889年）[注釈 5]
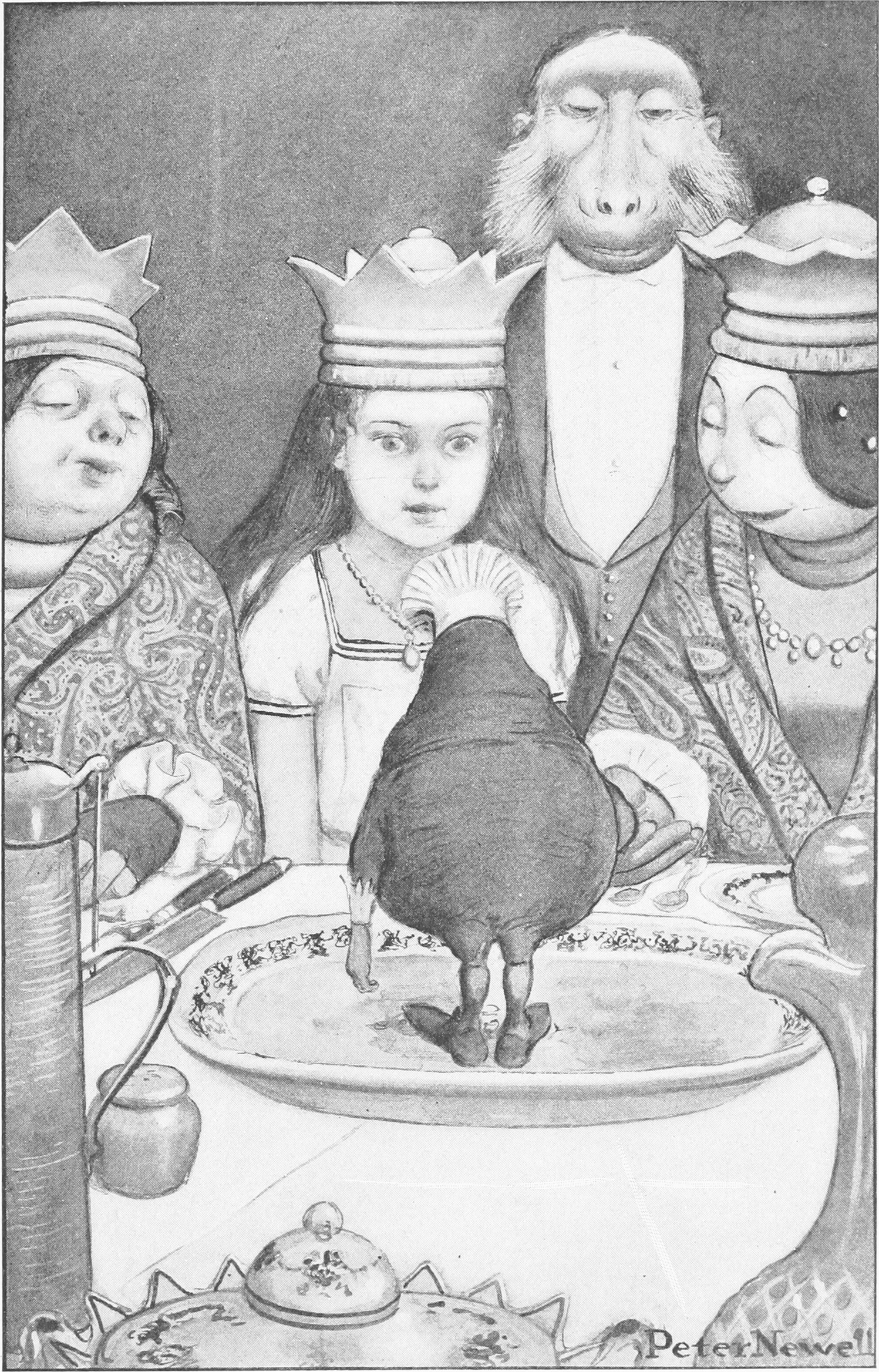
ペーター・ニューエル（1902年、アメリカ合衆国）
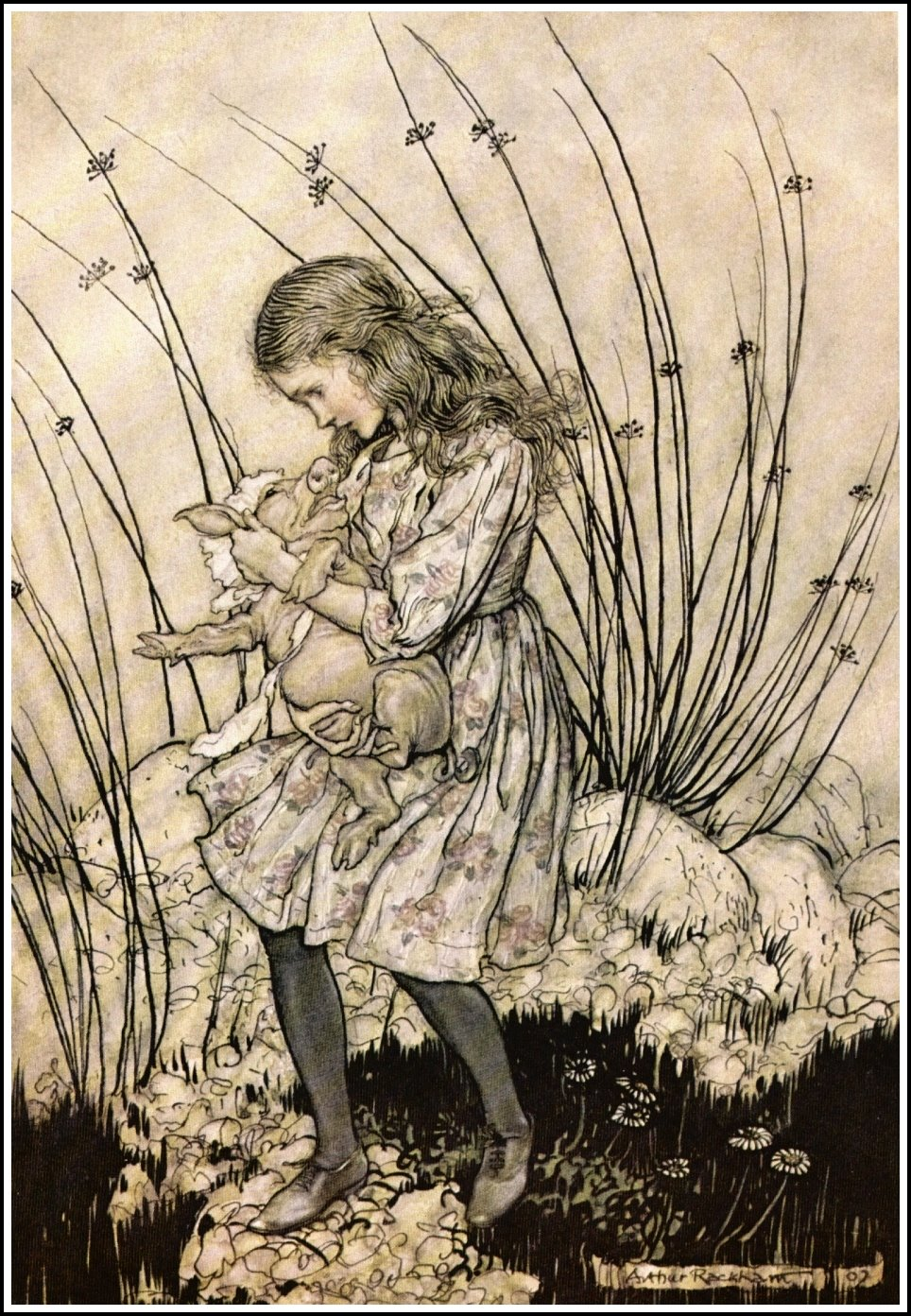
アーサー・ラッカム（1907年、イギリス）
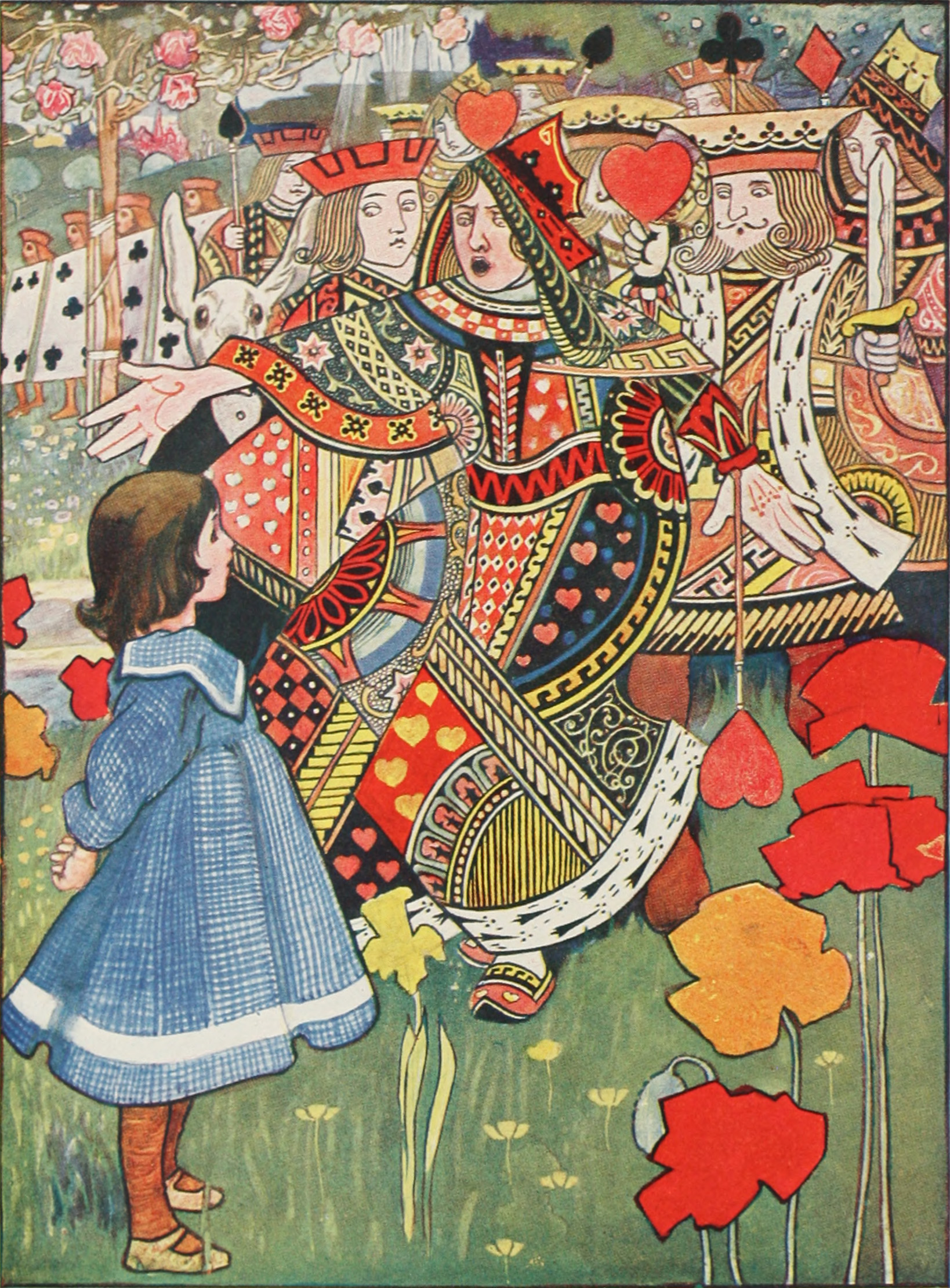
チャールズ・ロビンソン（1907年、イギリス）
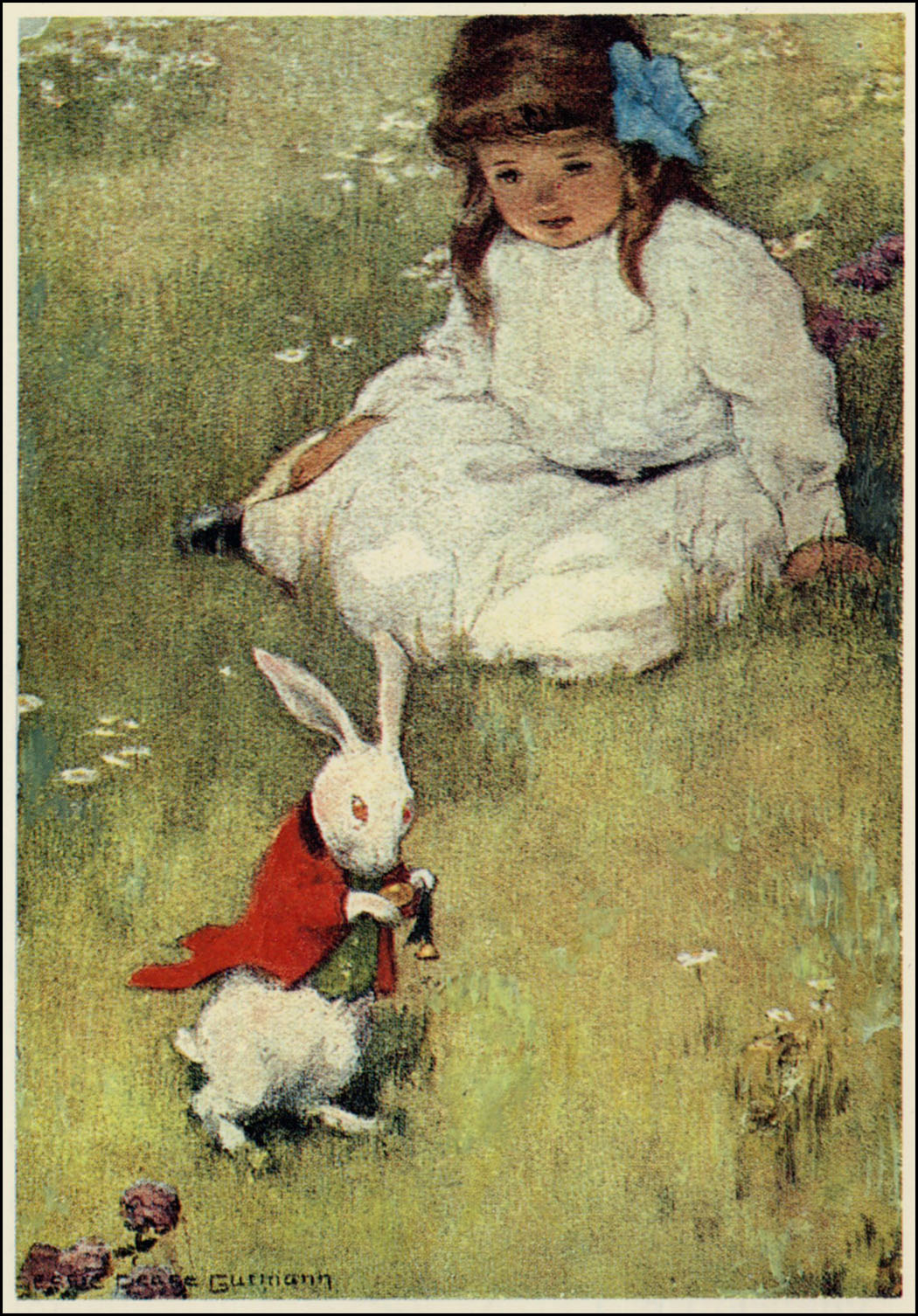
ベッシー・ガットマン（1907年、アメリカ合衆国）
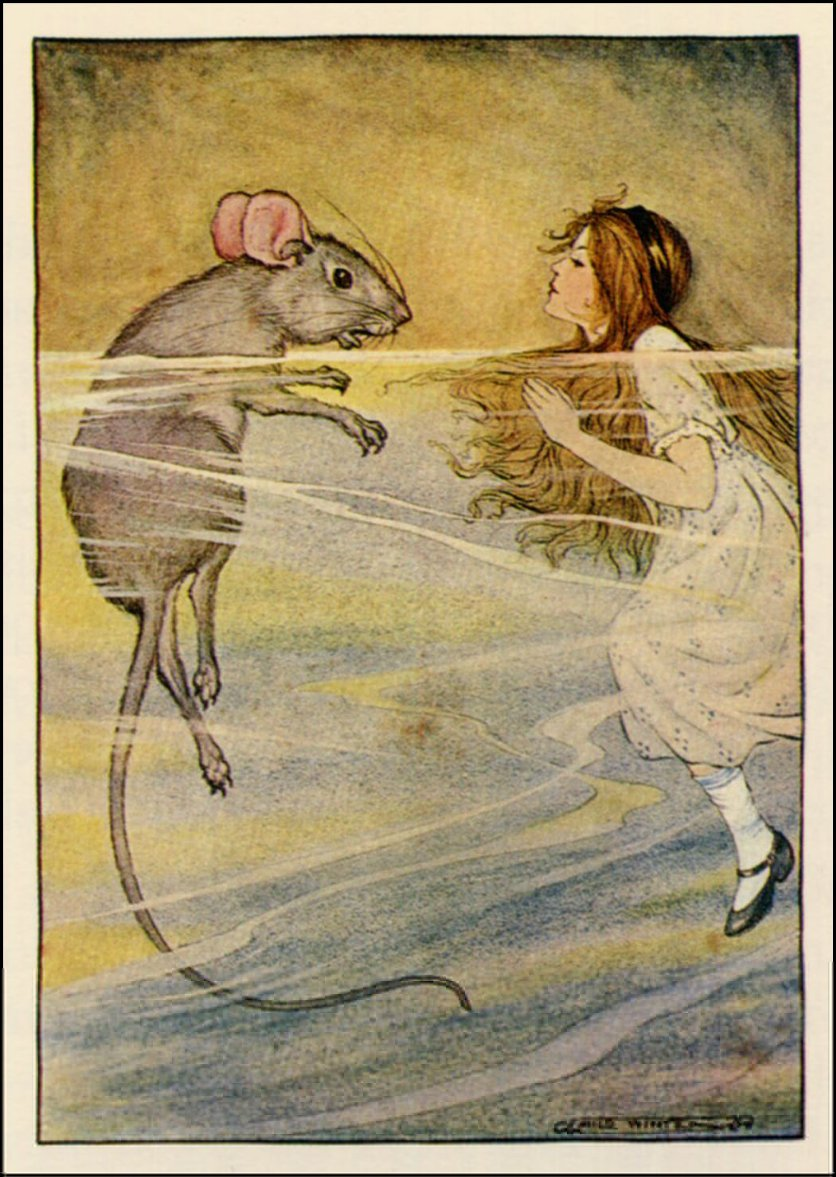
ミロ・ウィンター（1916年、アメリカ合衆国）
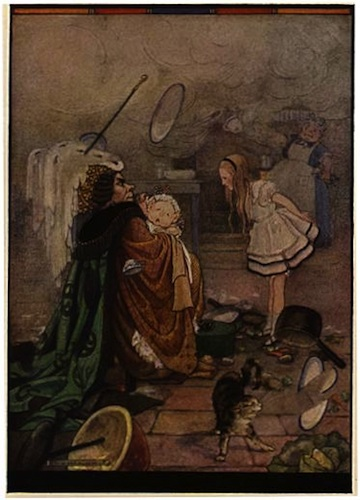
グウィネッズ・ハドソン（1922年、イギリス）
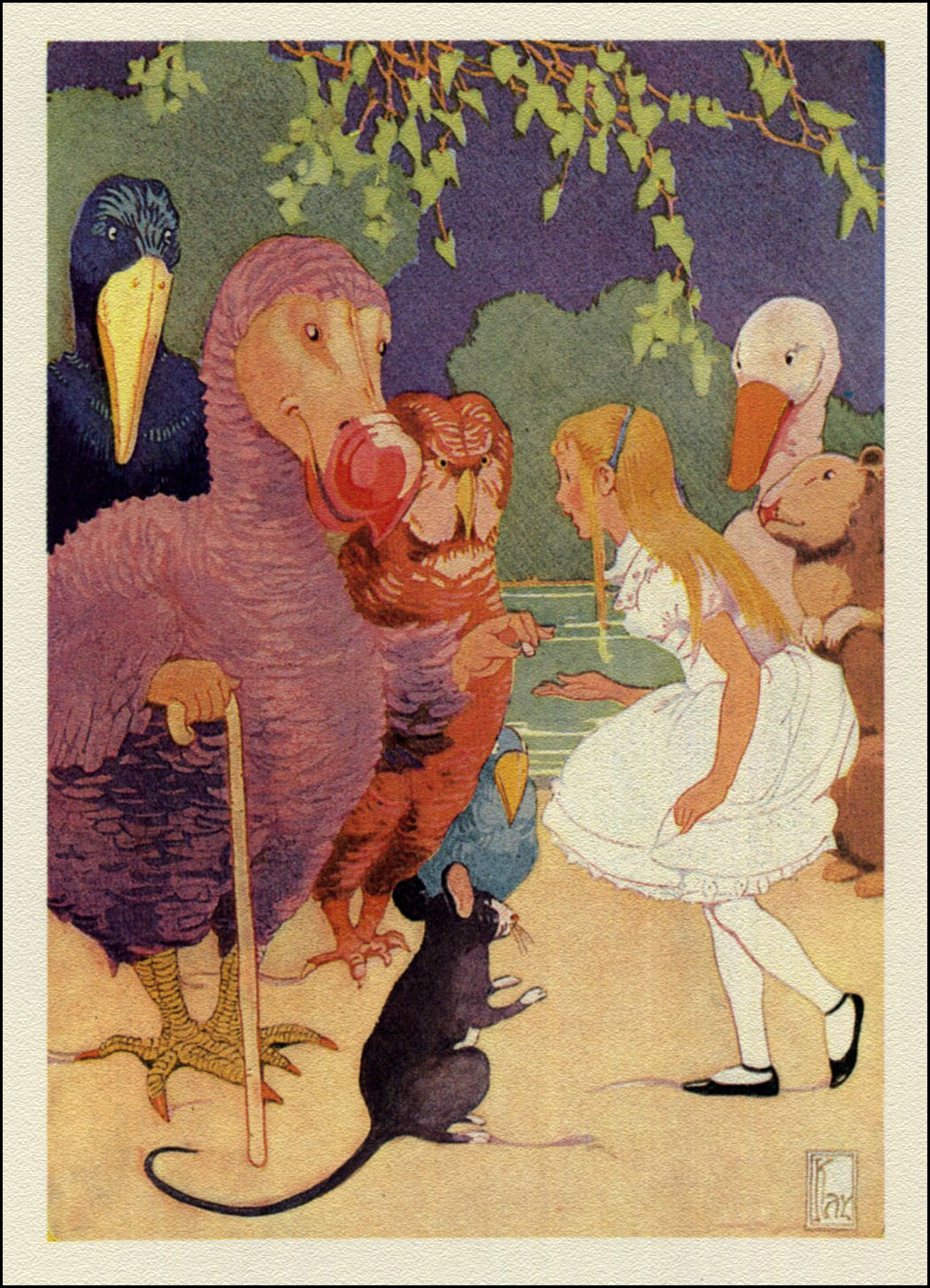
ガートルード・ケイ（1923年、アメリカ合衆国）